# Gare de Lyon
Gare de Lyon, officielt Paris-Gare-de-Lyon, er en af de seks primære jernbanestationer i Paris, Frankrig. Stationen anvendes af omkring 90.000.000 passagerer årligt, hvilket gør det til den tredje mest benyttede station i Frankrig og en af de travleste i Europa. Det er den nordlige endestation for Paris-Marseille Jernbanen. Dem er navngivet efter byen Lyon, der er et stop for mange langdistance-tog, som har afgang fra stationen, hvor størstedelen kører mod det sydlige Frankrig. Stationen ligger i 12. arrondissement på nordsiden af Seinen i det østlige Paris.
Højhastighedstoget TGV kører fra stationen mod Syd- og Østfrankrig, Schweiz, Tyskland, Italien og Spanien. Der er også afgang med flere regionaltog, RER samt metrostationen Gare de Lyon. Hovedlinjerne har afgang fra 32 perroner i to forskellige haller: Hal 1, som er den ældste banegårdshal, har spor fra A til N, mens den moderne tilbygning i Hal 2 har spor fra 5 til 23. Der findse yderligere fire perroner til RER-toget under hovedlinjerne.
På stationen findes restauranten Le Train Bleu, der har serveret måltider for rejsende siden 1901.